# Signe de Brudzinski
Le signe de Brudzinski est un signe clinique neurologique décrit par le médecin polonais Józef Brudziński (1874-1917). Il est recherché notamment en cas de suspicion de syndrome méningé. 
Le signe de Kernig est lui aussi associé au syndrome méningé.
On recherche donc souvent le signe de Kernig et le signe de Brudzinski en cas de suspicion d'un tel syndrome.
L'examen se fait avec le patient en décubitus dorsal, c'est-à-dire allongé sur le dos, et se caractérise par :
- la flexion d'un membre inférieur lors de la flexion passive par l'examinateur de la hanche et du genou controlatéral ;
- la flexion des deux membres inférieurs lors de la flexion passive par l'examinateur de la nuque.